# Irsko na Eurovision Song Contest
Irsko se zúčastnilo 58 ročníků soutěže Eurovision Song Contest, poprvé v roce 1965. Od té doby chybělo pouze na dvou ročnících, a to v letech 1983 a 2002. Irsko se sedmi tituly drží společně se Švédskem rekord v největším počtu vítězství. Zároveň je jedinou zemí, která dokázala vyhrát třikrát za sebou.
Vítězství pro Irsko získali Dana s písní „All Kinds of Everything“ (1970), Johnny Logan se skladbami „What's Another Year“ (1980) a „Hold Me Now“ (1987), Linda Martin s písní „Why Me“ (1992), Niamh Kavanagh s „In Your Eyes“ (1993), Paul Harrington a Charlie McGettigan s „Rock 'n' Roll Kids“ (1994) a Eimear Quinn s písní „The Voice“ (1996). Johnny Logan je jediným zpěvákem, který dokázal soutěž vyhrát dvakrát. Země také skončila 4krát na druhém místě, mezi pěti nejlepšími se umístila 18krát.
Od zavedení semifinálových kol v roce 2004 Irsko 12krát nepostoupilo do finále a dvakrát skončilo ve finále poslední. Od roku 2007 země skončila pouze dvakrát mezi deseti nejlepšími, a to díky osmému místu v roce 2011 a šestému místu v roce 2024.

## Výsledky
| Rok                    | Interpret                            | Píseň                                 | Jazyk      | Finále        | Finále        | Semifinále                  | Semifinále                  |
| Rok                    | Interpret                            | Píseň                                 | Jazyk      | Pořadí        | Body          | Pořadí                      | Body                        |
| ---------------------- | ------------------------------------ | ------------------------------------- | ---------- | ------------- | ------------- | --------------------------- | --------------------------- |
| 1965                   | Butch Moore                          | „I'm Walking the Streets in the Rain“ | angličtina | 6.            | 11            | nekonalo se                 | nekonalo se                 |
| 1966                   | Dickie Rock                          | „Come Back to Stay“                   | angličtina | 4.            | 14            | nekonalo se                 | nekonalo se                 |
| 1967                   | Sean Dunphy                          | „If I Could Choose“                   | angličtina | 2.            | 22            | nekonalo se                 | nekonalo se                 |
| 1968                   | Pat McGeegan                         | „Chance of a Lifetime“                | angličtina | 4.            | 18            | nekonalo se                 | nekonalo se                 |
| 1969                   | Muriel Day                           | „The Wages of Love“                   | angličtina | 7.            | 10            | nekonalo se                 | nekonalo se                 |
| 1970                   | Dana                                 | „All Kinds of Everything“             | angličtina | 1.            | 32            | nekonalo se                 | nekonalo se                 |
| 1971                   | Angela Farrell                       | „One Day Love“                        | angličtina | 11.           | 79            | nekonalo se                 | nekonalo se                 |
| 1972                   | Sandie Jones                         | „Ceol an Ghrá“                        | irština    | 15.           | 72            | nekonalo se                 | nekonalo se                 |
| 1973                   | Maxi                                 | „Do I Dream“                          | angličtina | 10.           | 80            | nekonalo se                 | nekonalo se                 |
| 1974                   | Tina Reynolds                        | „Cross Your Heart“                    | angličtina | 7.            | 11            | nekonalo se                 | nekonalo se                 |
| 1975                   | The Swarbriggs                       | „That's What Friends Are For“         | angličtina | 9.            | 68            | nekonalo se                 | nekonalo se                 |
| 1976                   | Red Hurley                           | „When“                                | angličtina | 10.           | 54            | nekonalo se                 | nekonalo se                 |
| 1977                   | The Swarbriggs Plus Two              | „It's Nice to Be in Love Again“       | angličtina | 3.            | 119           | nekonalo se                 | nekonalo se                 |
| 1978                   | Colm C.T. Wilkinson                  | „Born to Sing“                        | angličtina | 5.            | 86            | nekonalo se                 | nekonalo se                 |
| 1979                   | Cathal Dunne                         | „Happy Man“                           | angličtina | 5.            | 80            | nekonalo se                 | nekonalo se                 |
| 1980                   | Johnny Logan                         | „What's Another Year“                 | angličtina | 1.            | 143           | nekonalo se                 | nekonalo se                 |
| 1981                   | Sheeba                               | „Horoscopes“                          | angličtina | 5.            | 105           | nekonalo se                 | nekonalo se                 |
| 1982                   | The Duskeys                          | „Here Today Gone Tomorrow“            | angličtina | 11.           | 49            | nekonalo se                 | nekonalo se                 |
| bez účasti v roce 1983 |                                      |                                       |            |               |               | nekonalo se                 | nekonalo se                 |
| 1984                   | Linda Martin                         | „Terminal 3“                          | angličtina | 2.            | 137           | nekonalo se                 | nekonalo se                 |
| 1985                   | Maria Christian                      | „Wait Until the Weekend Comes“        | angličtina | 6.            | 91            | nekonalo se                 | nekonalo se                 |
| 1986                   | Luv Bug                              | „You Can Count On Me“                 | angličtina | 4.            | 96            | nekonalo se                 | nekonalo se                 |
| 1987                   | Johnny Logan                         | „Hold Me Now“                         | angličtina | 1.            | 172           | nekonalo se                 | nekonalo se                 |
| 1988                   | Jump the Gun                         | „Take Him Home“                       | angličtina | 8.            | 79            | nekonalo se                 | nekonalo se                 |
| 1989                   | Kiev Connolly a Missing Passengers   | „The Real Me“                         | angličtina | 18.           | 21            | nekonalo se                 | nekonalo se                 |
| 1990                   | Liam Reilly                          | „Somewhere in Europe“                 | angličtina | 2.            | 132           | nekonalo se                 | nekonalo se                 |
| 1991                   | Kim Jackson                          | „Could It Be That I'm in Love“        | angličtina | 10.           | 47            | nekonalo se                 | nekonalo se                 |
| 1992                   | Linda Martin                         | „Why Me?“                             | angličtina | 1.            | 155           | nekonalo se                 | nekonalo se                 |
| 1993                   | Niamh Kavanagh                       | „In Your Eyes“                        | angličtina | 1.            | 187           | Kvalifikacija za Millstreet | Kvalifikacija za Millstreet |
| 1994                   | Paul Harrington a Charlie McGettigan | „Rock 'n' Roll Kids“                  | angličtina | 1.            | 226           | nekonalo se                 | nekonalo se                 |
| 1995                   | Eddie Friel                          | „Dreamin'“                            | angličtina | 14.           | 44            | nekonalo se                 | nekonalo se                 |
| 1996                   | Eimear Quinn                         | „The Voice“                           | angličtina | 1.            | 162           | 2.                          | 198                         |
| 1997                   | Marc Roberts                         | „Mysterious Woman“                    | angličtina | 2.            | 157           | nekonalo se                 | nekonalo se                 |
| 1998                   | Dawn Martin                          | „Is Always Over Now?“                 | angličtina | 9.            | 64            | nekonalo se                 | nekonalo se                 |
| 1999                   | The Mullans                          | „When You Need Me“                    | angličtina | 17.           | 18            | nekonalo se                 | nekonalo se                 |
| 2000                   | Eamonn Toal                          | „Millennium of Love“                  | angličtina | 6.            | 92            | nekonalo se                 | nekonalo se                 |
| 2001                   | Gary O'Shaughnessy                   | „Without Your Love“                   | angličtina | 21.           | 6             | nekonalo se                 | nekonalo se                 |
| bez účasti v roce 2002 |                                      |                                       |            |               |               | nekonalo se                 | nekonalo se                 |
| 2003                   | Mickey Harte                         | „We've Got the World“                 | angličtina | 11.           | 53            | nekonalo se                 | nekonalo se                 |
| 2004                   | Chris Doran                          | „If My World Stopped Turning“         | angličtina | 22.           | 7             | TOP 11 z předchozího roku   | TOP 11 z předchozího roku   |
| 2005                   | Donna and Joe                        | „Love?“                               | angličtina | nepostup      | nepostup      | 14.                         | 53                          |
| 2006                   | Brian Kennedy                        | „Every Song Is a Cry for Love“        | angličtina | 10.           | 93            | 9.                          | 79                          |
| 2007                   | Dervish                              | „They Can't Stop the Spring“          | angličtina | 24.           | 5             | TOP 10 z předchozího roku   | TOP 10 z předchozího roku   |
| 2008                   | Dustin the Turkey                    | „Irelande Douze Pointe“               | angličtina | nepostup      | nepostup      | 15.                         | 22                          |
| 2009                   | Sinéad Mulvey a Black Daisy          | „Et Cetera“                           | angličtina | nepostup      | nepostup      | 11.                         | 52                          |
| 2010                   | Niamh Kavanagh                       | „It's for You“                        | angličtina | 23.           | 25            | 9.                          | 67                          |
| 2011                   | Jedward                              | „Lipstick“                            | angličtina | 8.            | 119           | 8.                          | 68                          |
| 2012                   | Jedward                              | „Waterline“                           | angličtina | 19.           | 46            | 6.                          | 92                          |
| 2013                   | Ryan Dolan                           | „Only Love Survives“                  | angličtina | 26.           | 5             | 8.                          | 54                          |
| 2014                   | Can-linn feat. Kasey Smith           | „Heartbeat“                           | angličtina | nepostup      | nepostup      | 12.                         | 35                          |
| 2015                   | Molly Sterling                       | „Playing with Numbers“                | angličtina | nepostup      | nepostup      | 12.                         | 35                          |
| 2016                   | Nicky Byrne                          | „Sunlight“                            | angličtina | nepostup      | nepostup      | 15.                         | 46                          |
| 2017                   | Brendan Murray                       | „Dying to Try“                        | angličtina | nepostup      | nepostup      | 13.                         | 86                          |
| 2018                   | Ryan O'Shaughnessy                   | „Together“                            | angličtina | 16.           | 136           | 6.                          | 179                         |
| 2019                   | Sarah McTernan                       | „22“                                  | angličtina | nepostup      | nepostup      | 18.                         | 16                          |
| 2020                   | Lesley Roy                           | „Story of My Life“                    | angličtina | ročník zrušen | ročník zrušen | ročník zrušen               | ročník zrušen               |
| 2021                   | Lesley Roy                           | „Maps“                                | angličtina | nepostup      | nepostup      | 16.                         | 20                          |
| 2022                   | Brooke                               | „That's Rich“                         | angličtina | nepostup      | nepostup      | 15.                         | 47                          |
| 2023                   | Wild Youth                           | „We Are One“                          | angličtina | nepostup      | nepostup      | 12.                         | 10                          |
| 2024                   | Bambie Thug                          | „Doomsday Blue“                       | angličtina | 6.            | 278           | 3.                          | 124                         |
| 2025                   | Emmy                                 | „Laika Party“                         | angličtina | nepostup      | nepostup      | 13.                         | 28                          |

| Legenda | Legenda                              |
| ------- | ------------------------------------ |
| 1       | 1. místo                             |
| 2       | 2. místo                             |
| 3       | 3. místo                             |
| ◁       | poslední místo                       |
| X       | interpret vybrán, ale nezúčastnil se |

## Galerie

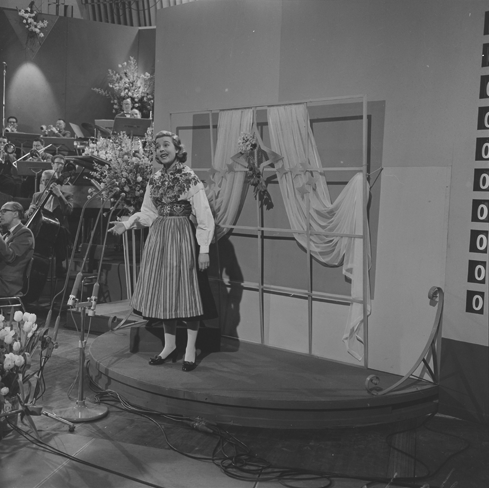
Alice Babs v Hilversumu (1958)
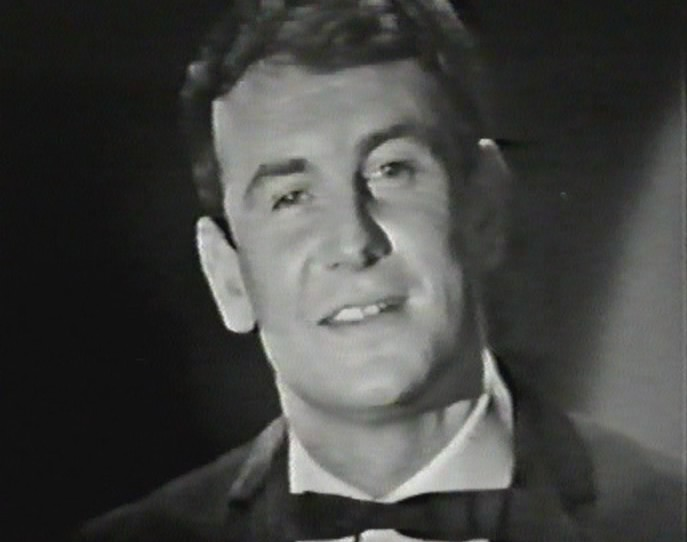
Butch Moore v Neapoli (1965)
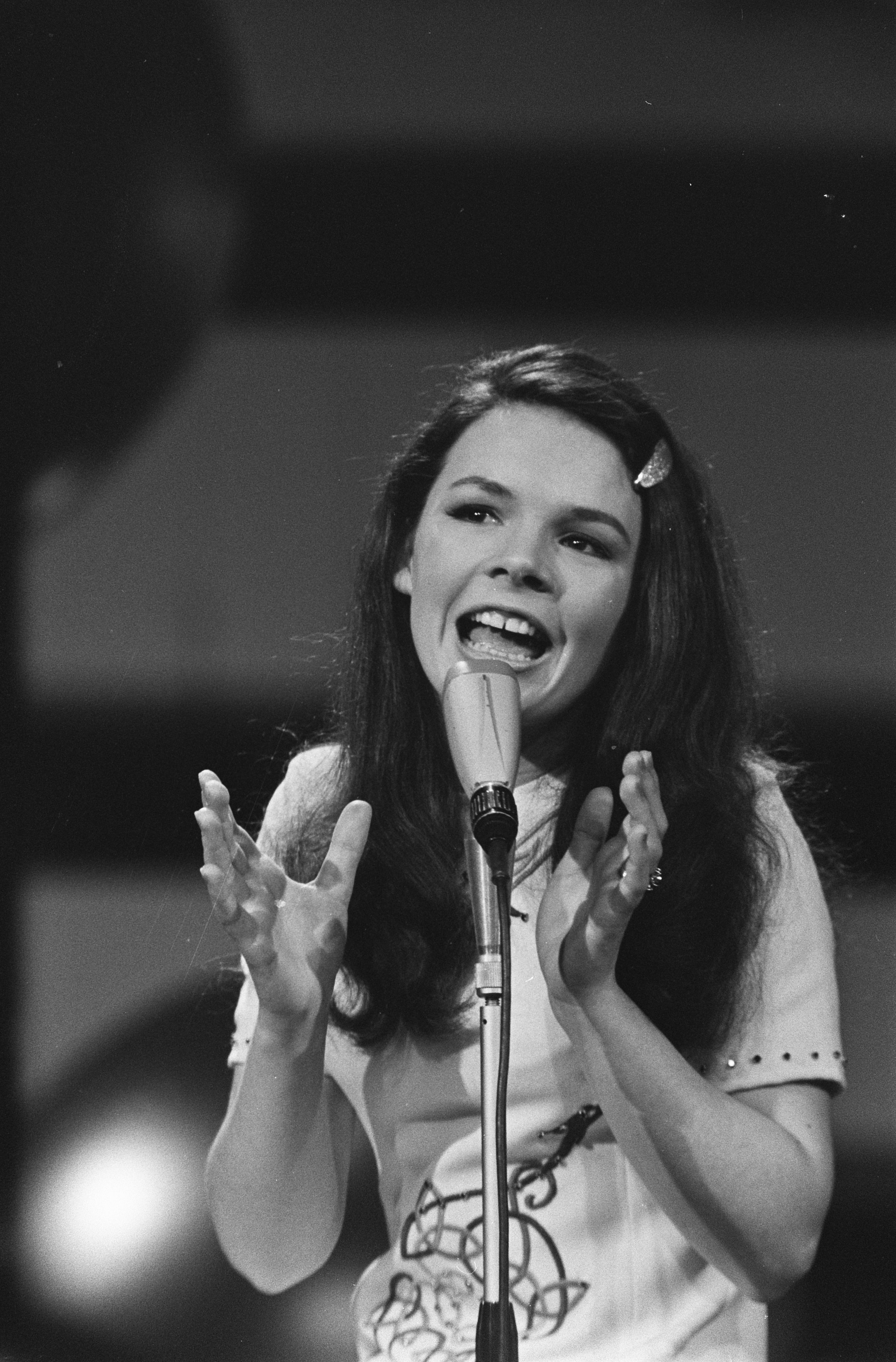
Dana v Amsterdamu (1970)
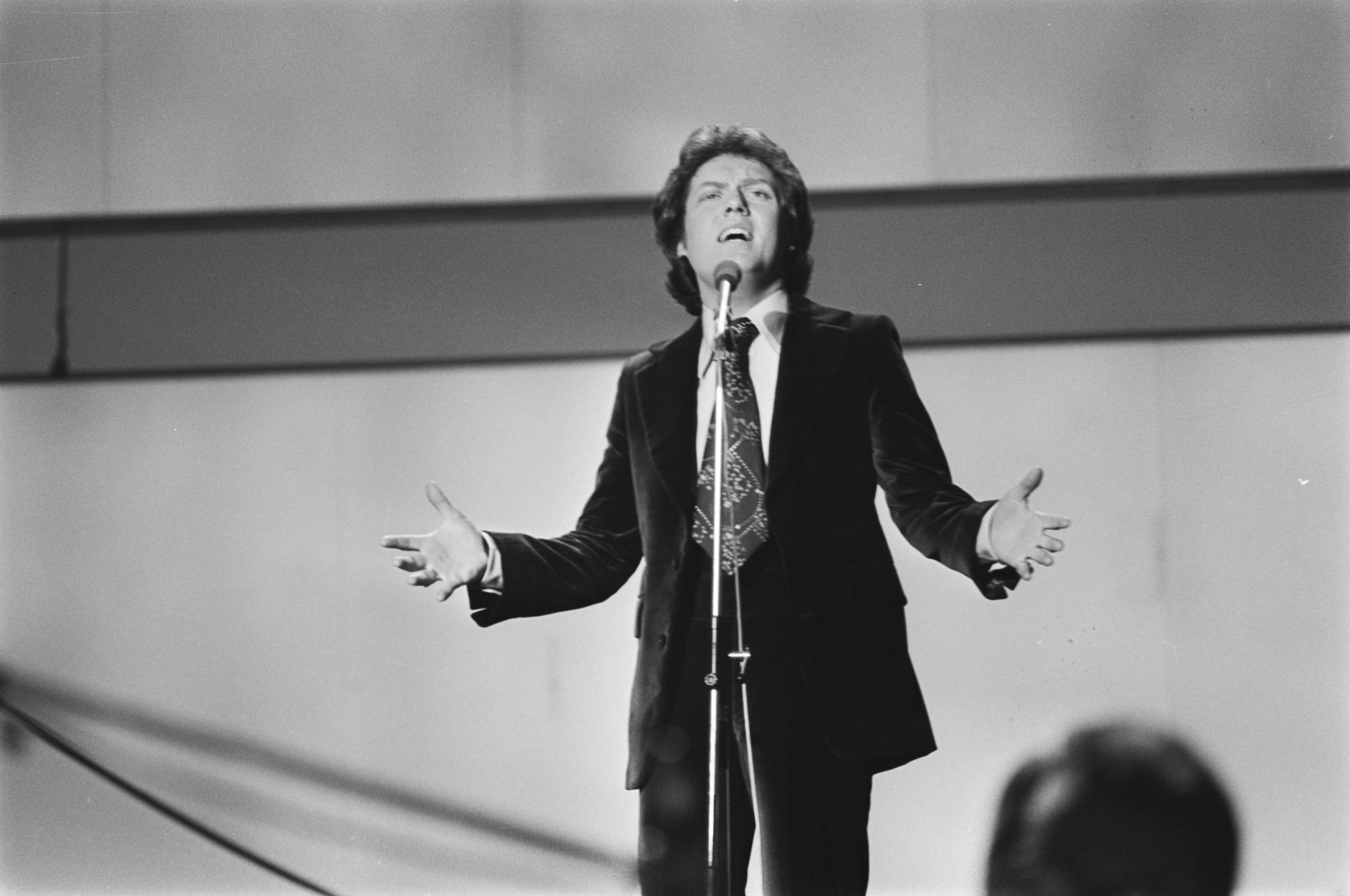
Red Hurley v Haagu (1976)
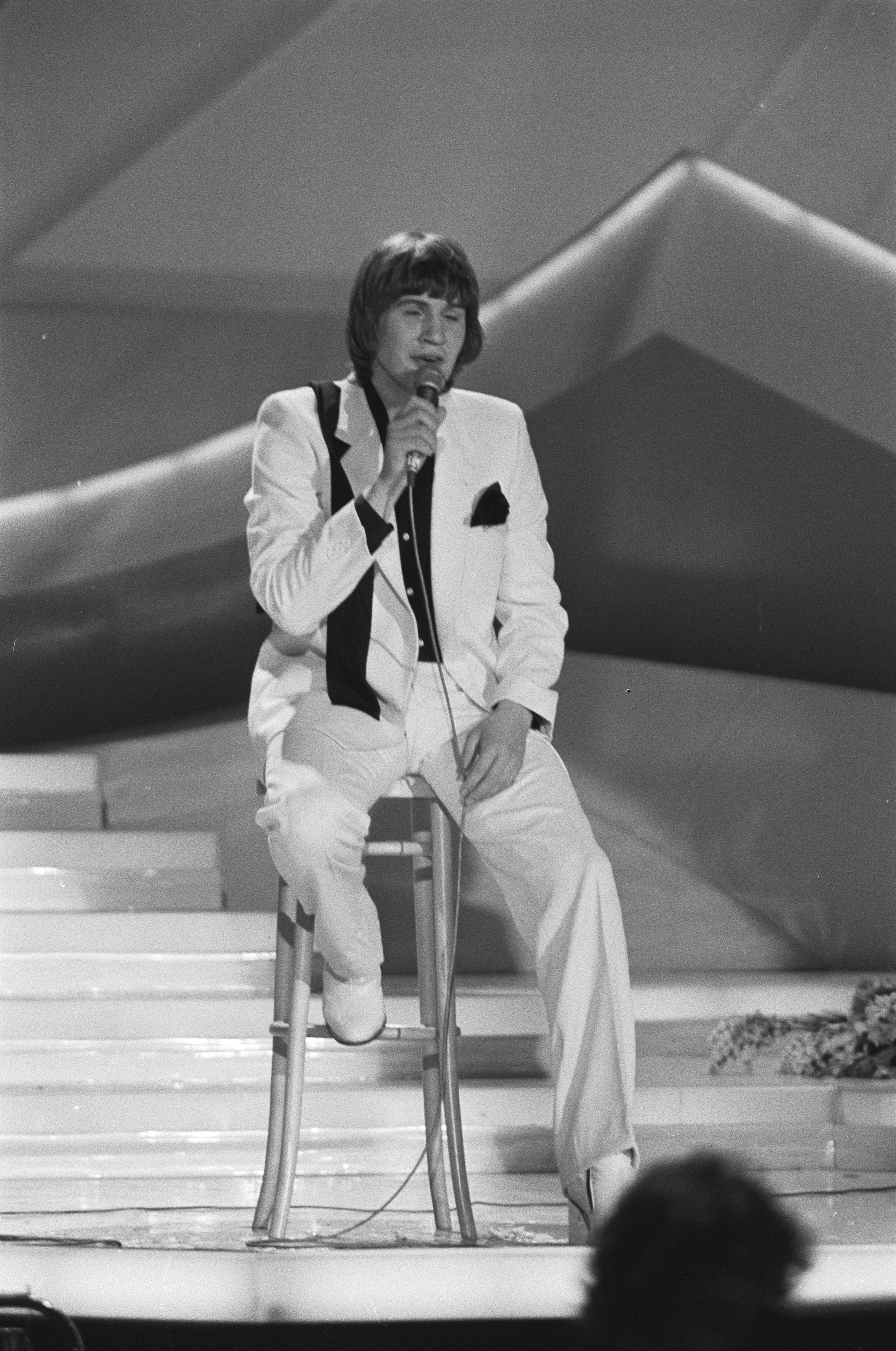
Johnny Logan v Haagu (1980)
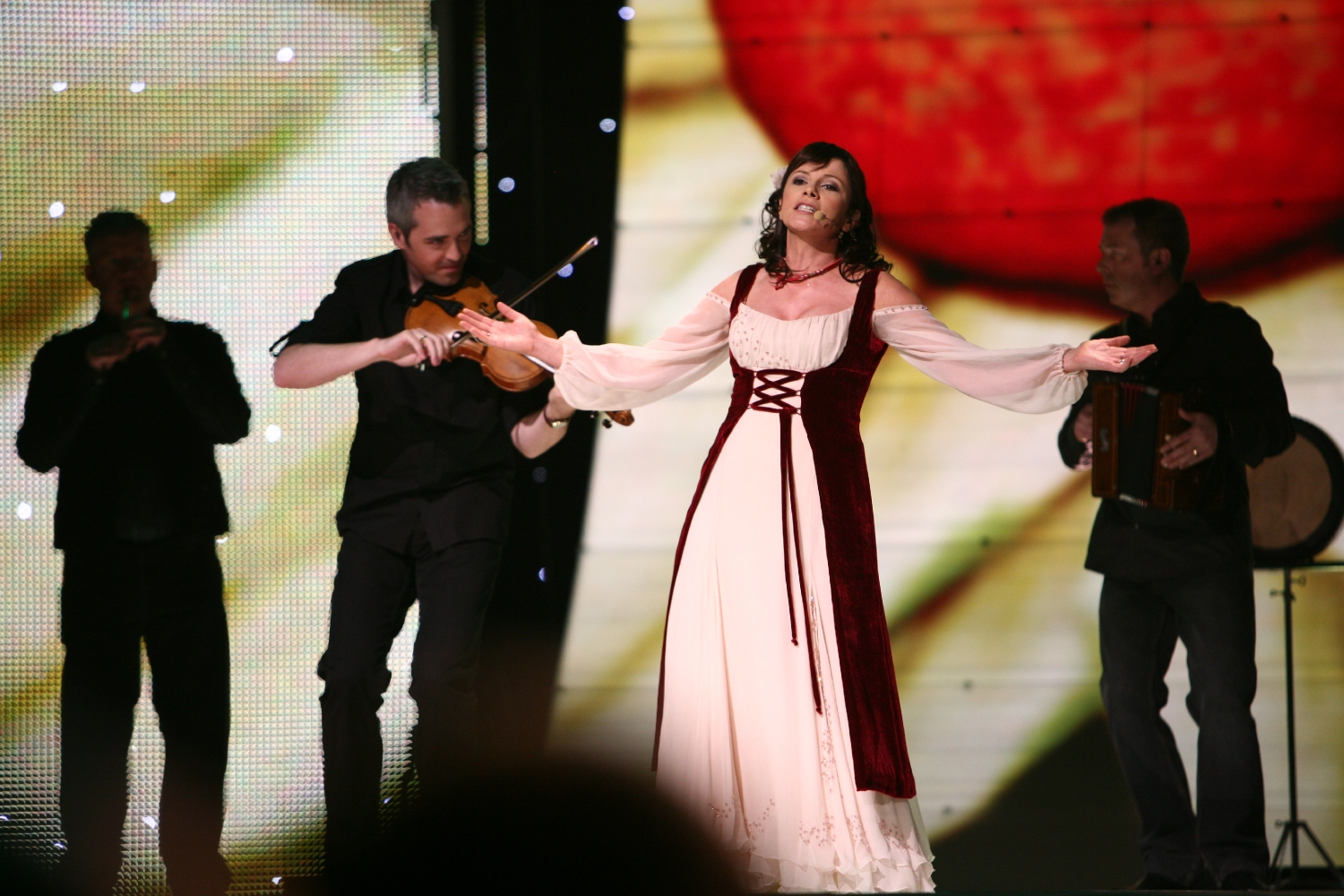
Dervish v Helsinkách (2007)
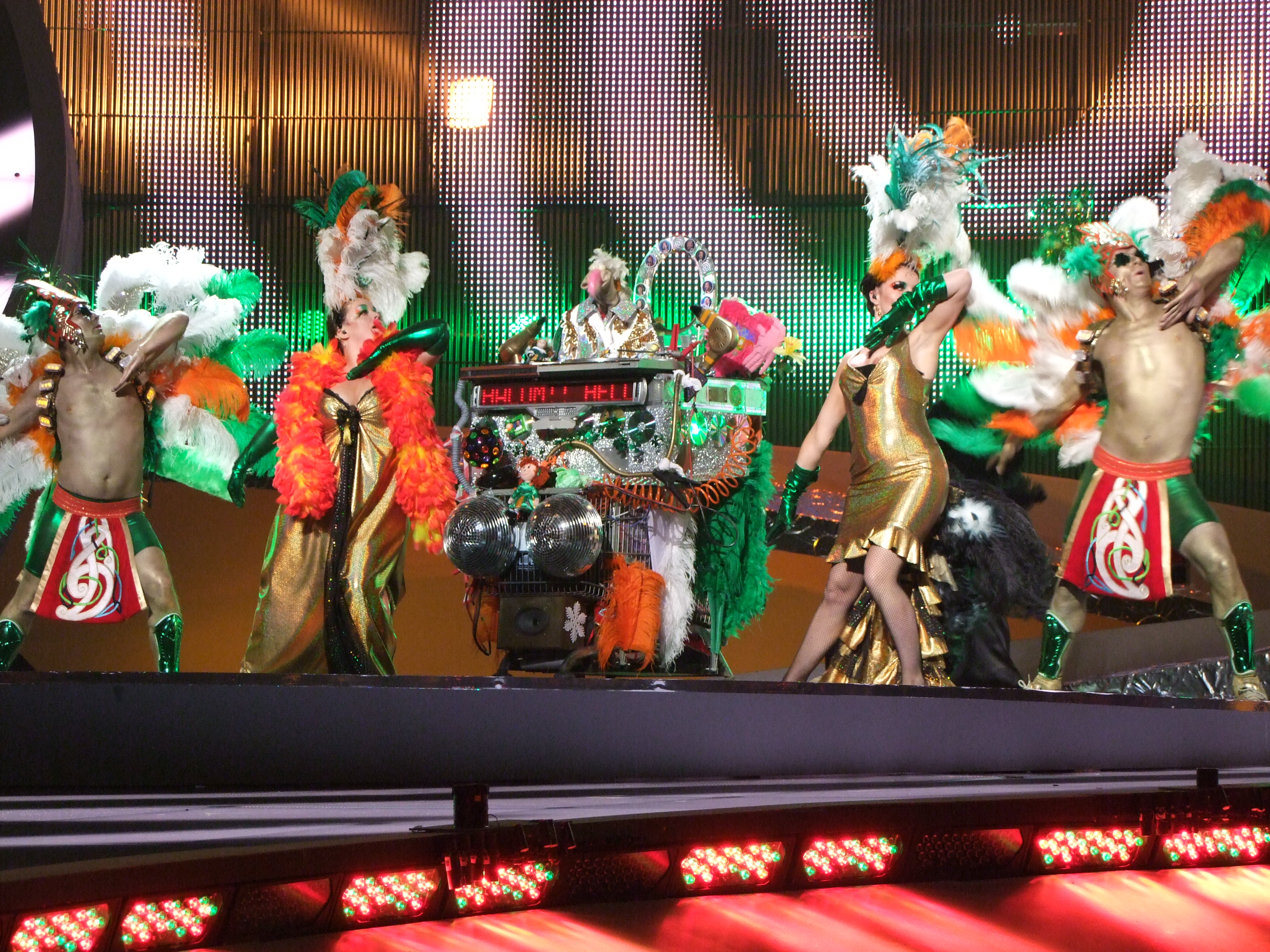
Dustin the Turkey v Bělehradu (2008)
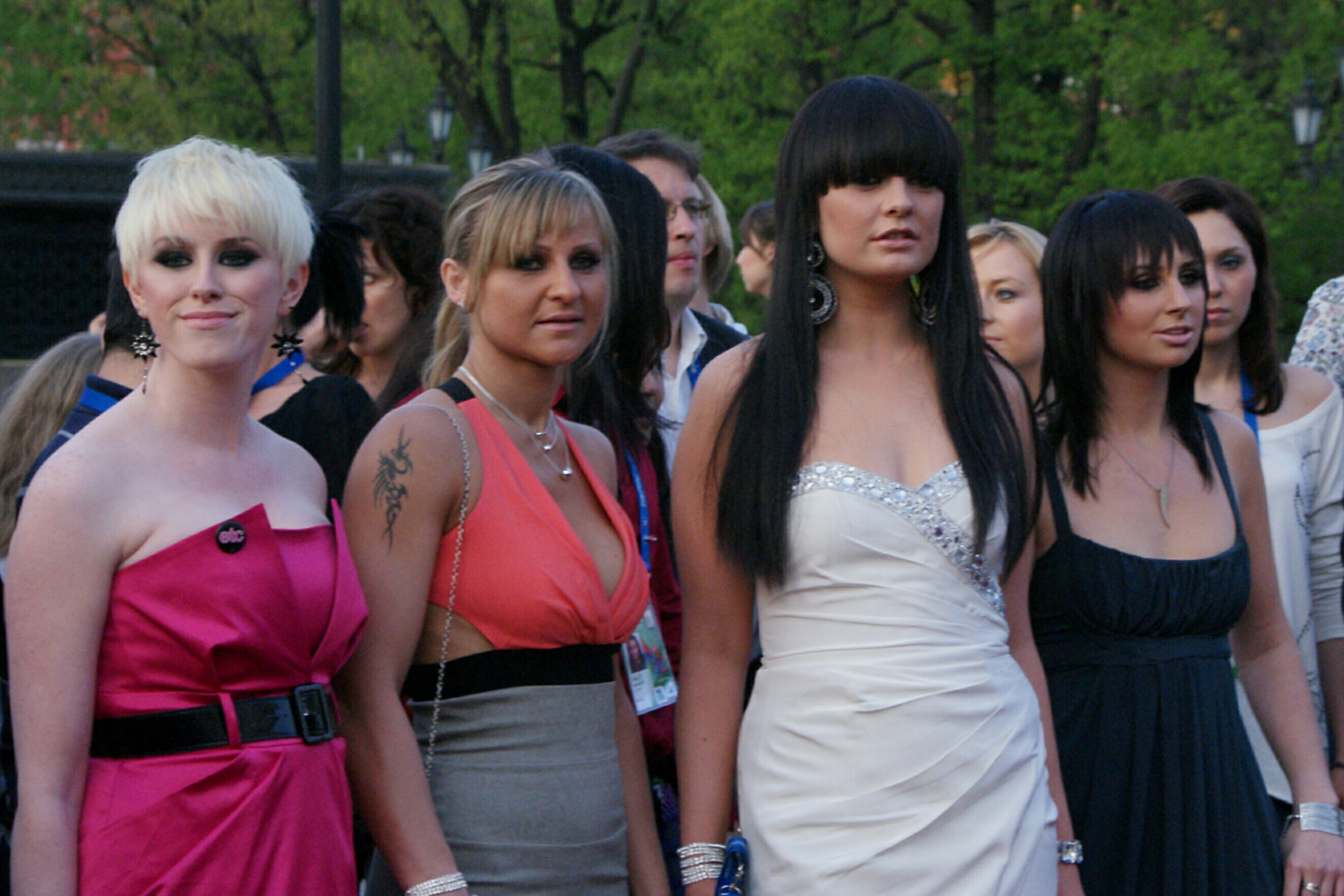
Sinéad Mulvey a Black Daisy v Moskvě (2009)
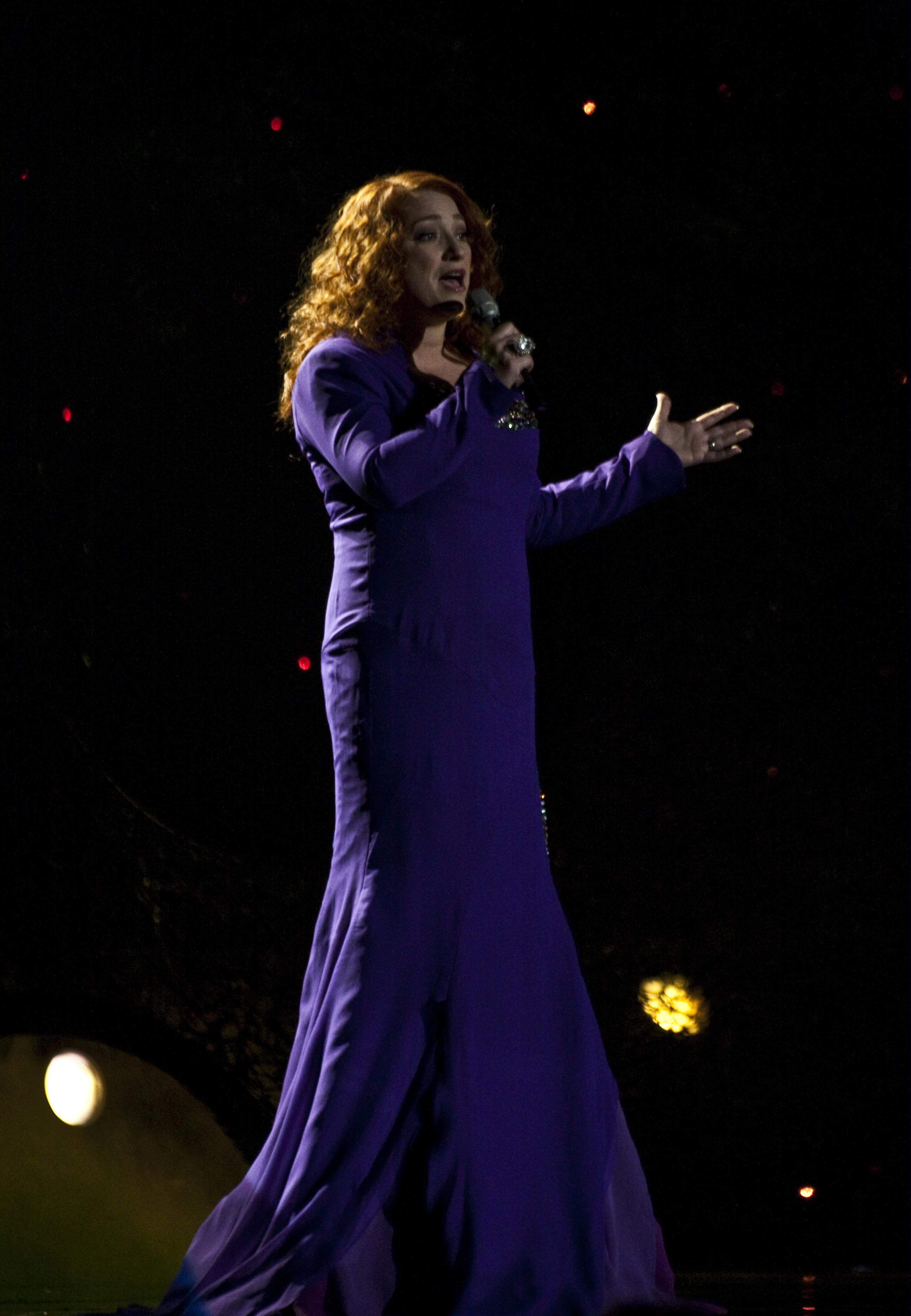
Niamh Kavanagh v Oslu (2010)
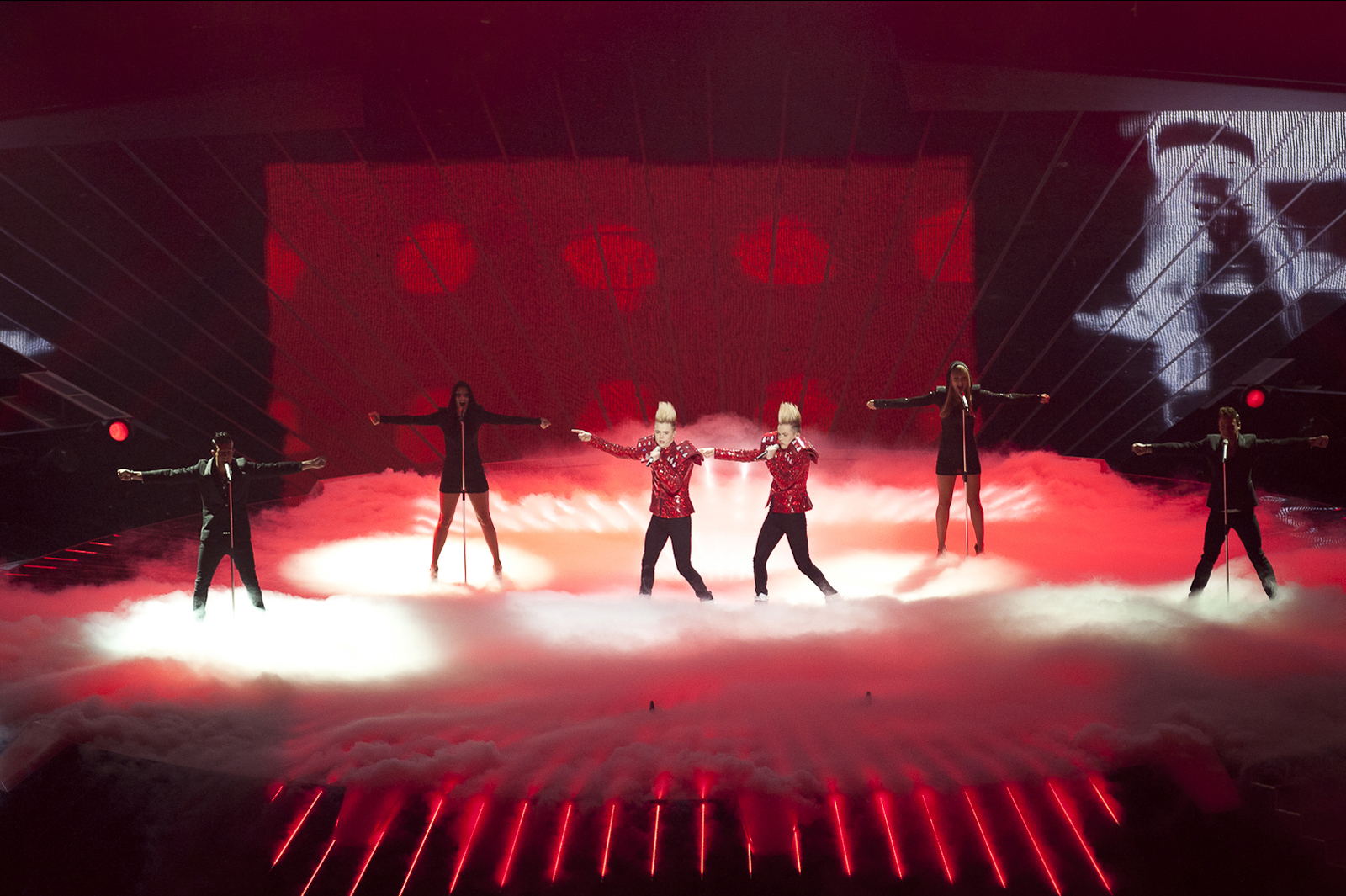
Jedward v Düsseldorfu (2011)
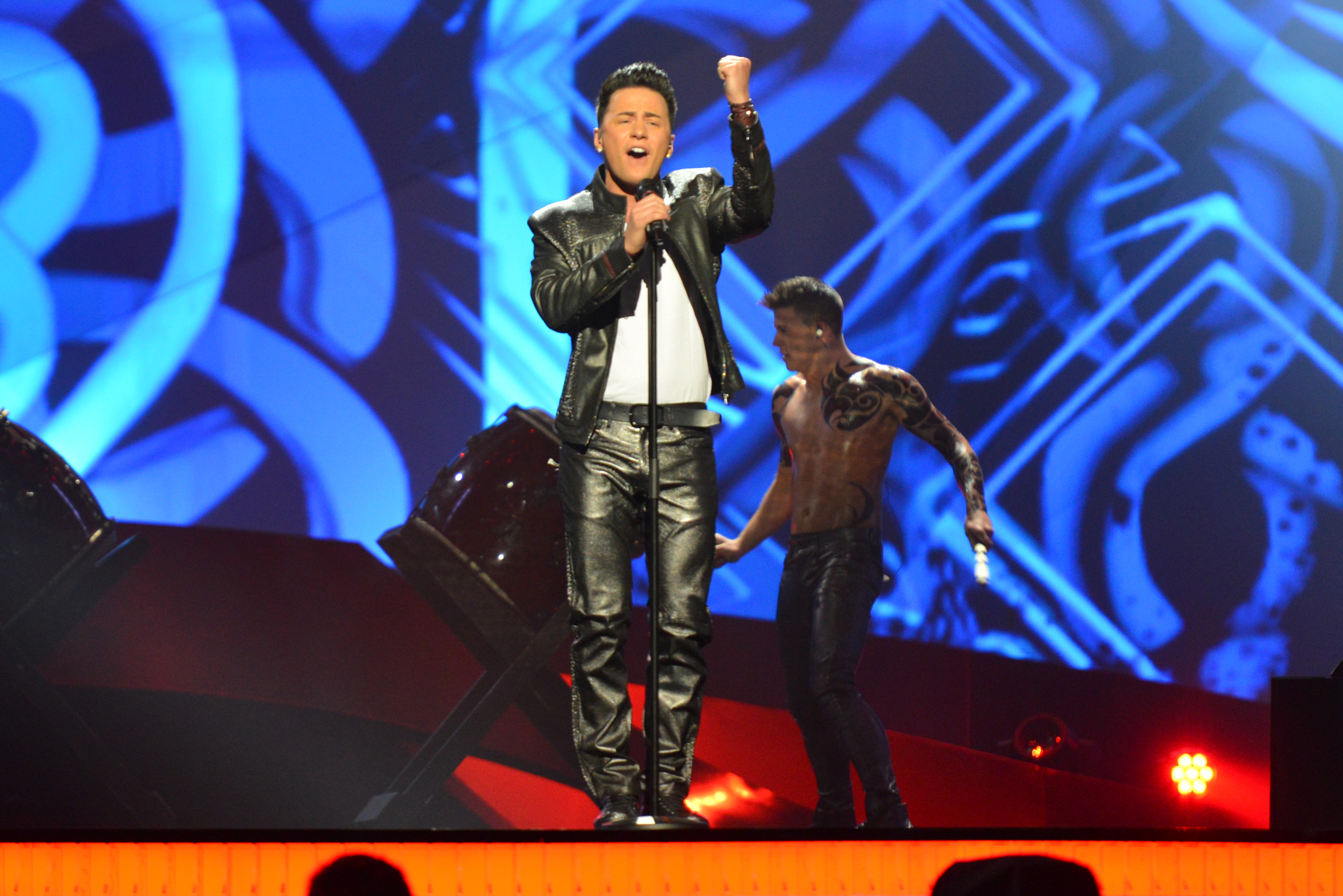
Ryan Dolan v Malmö (2013)
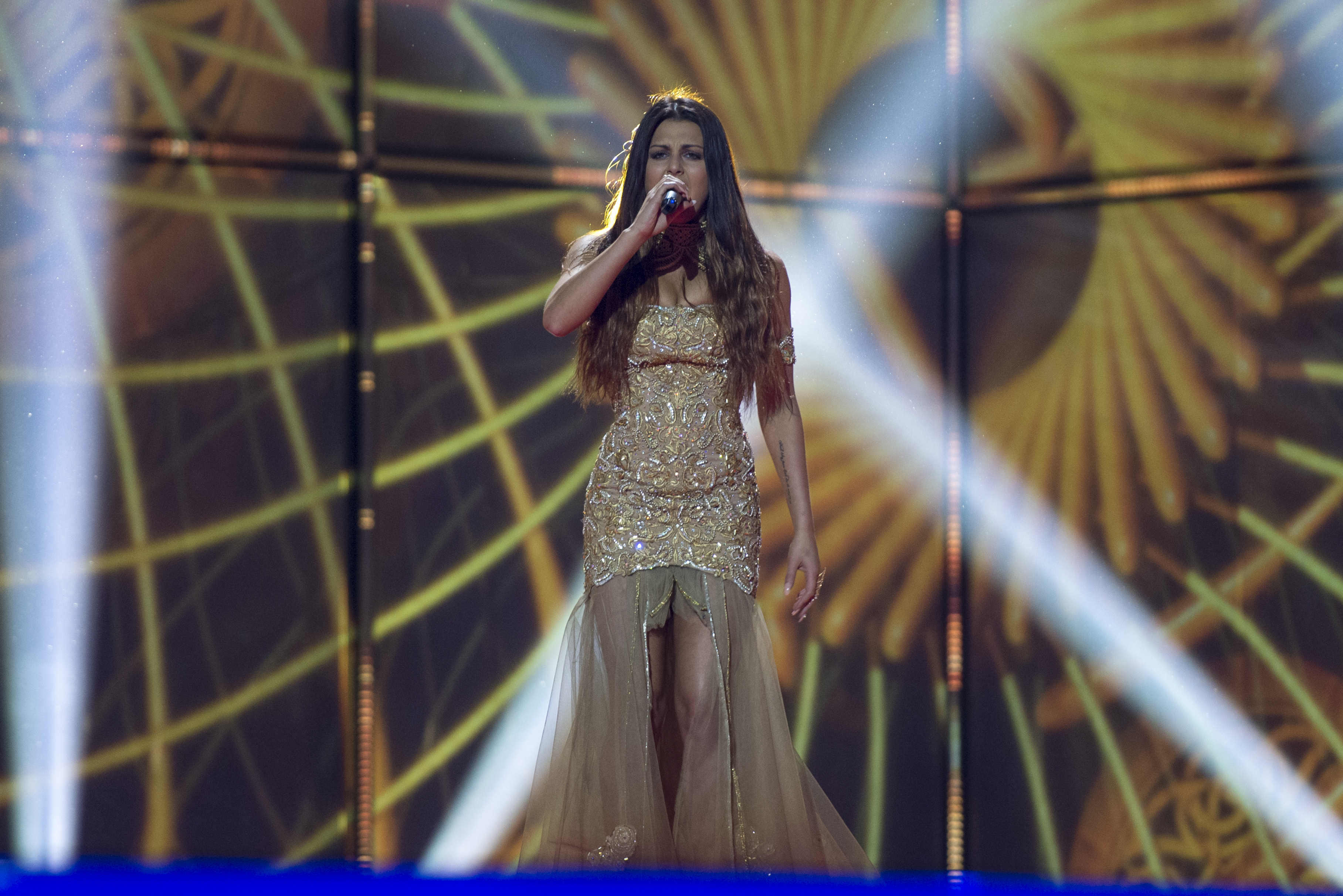
Kasey Smith v Kodani (2014)
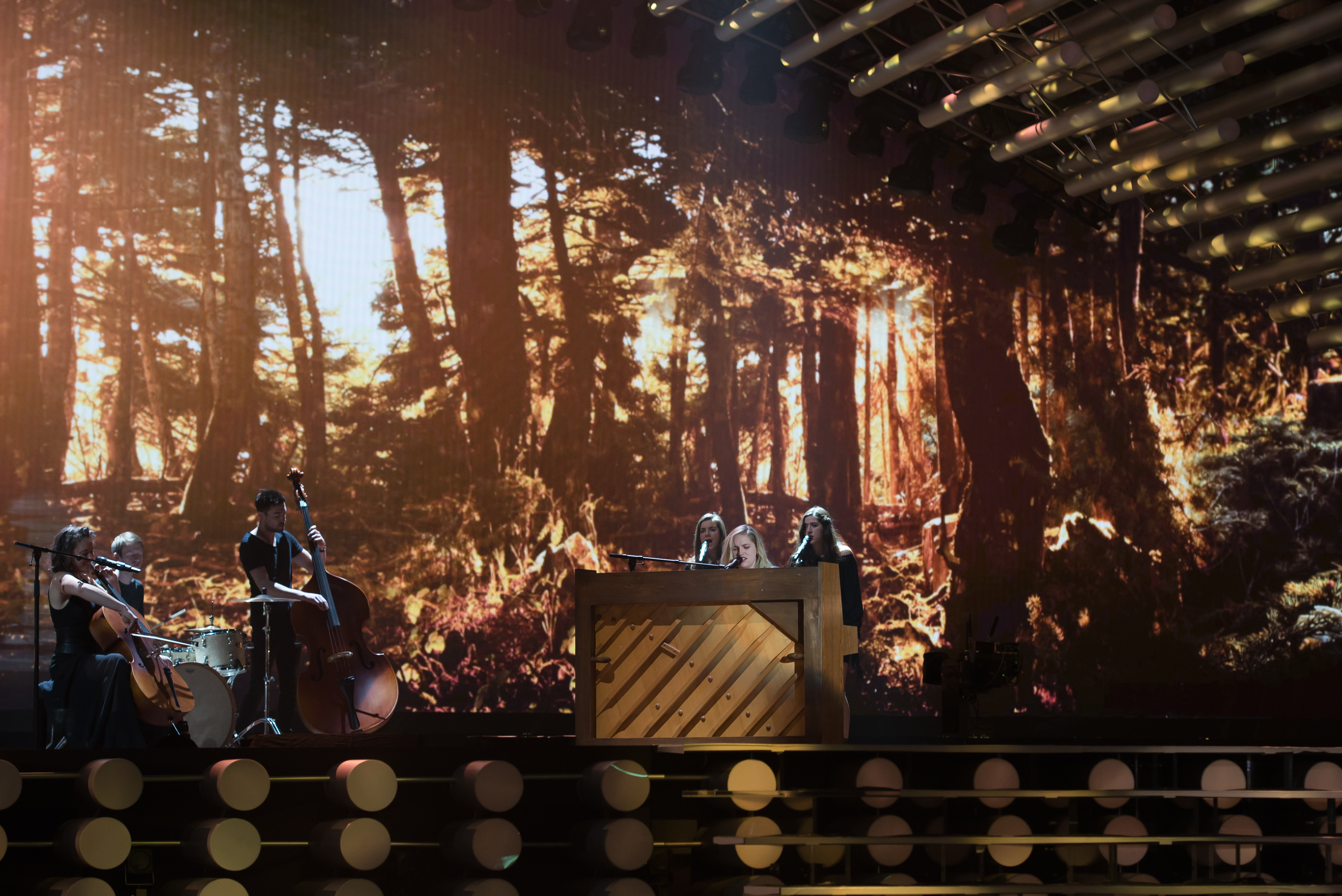
Molly Sterling ve Vídni (2015)
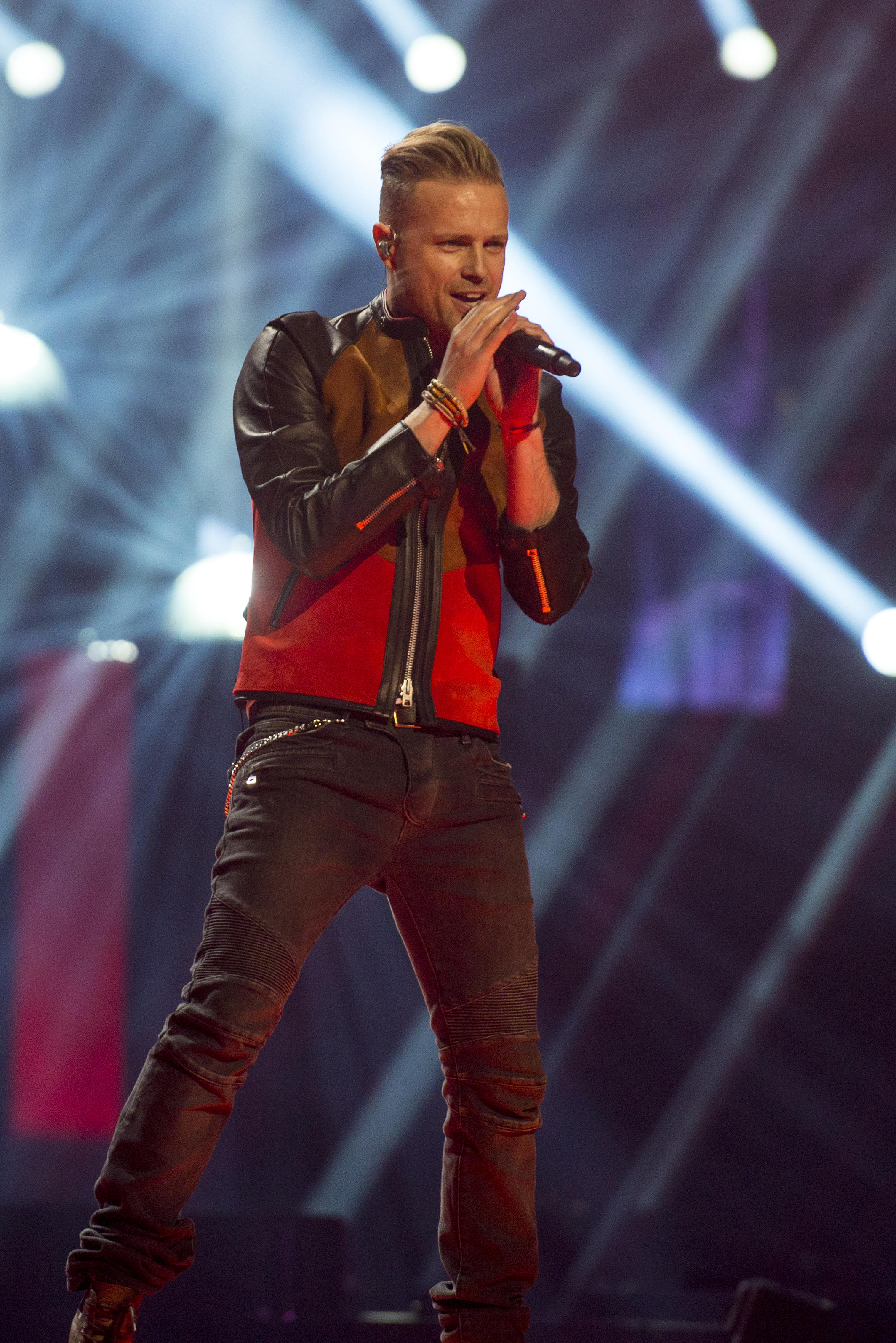
Nicky Byrne ve Stockholmu (2016)
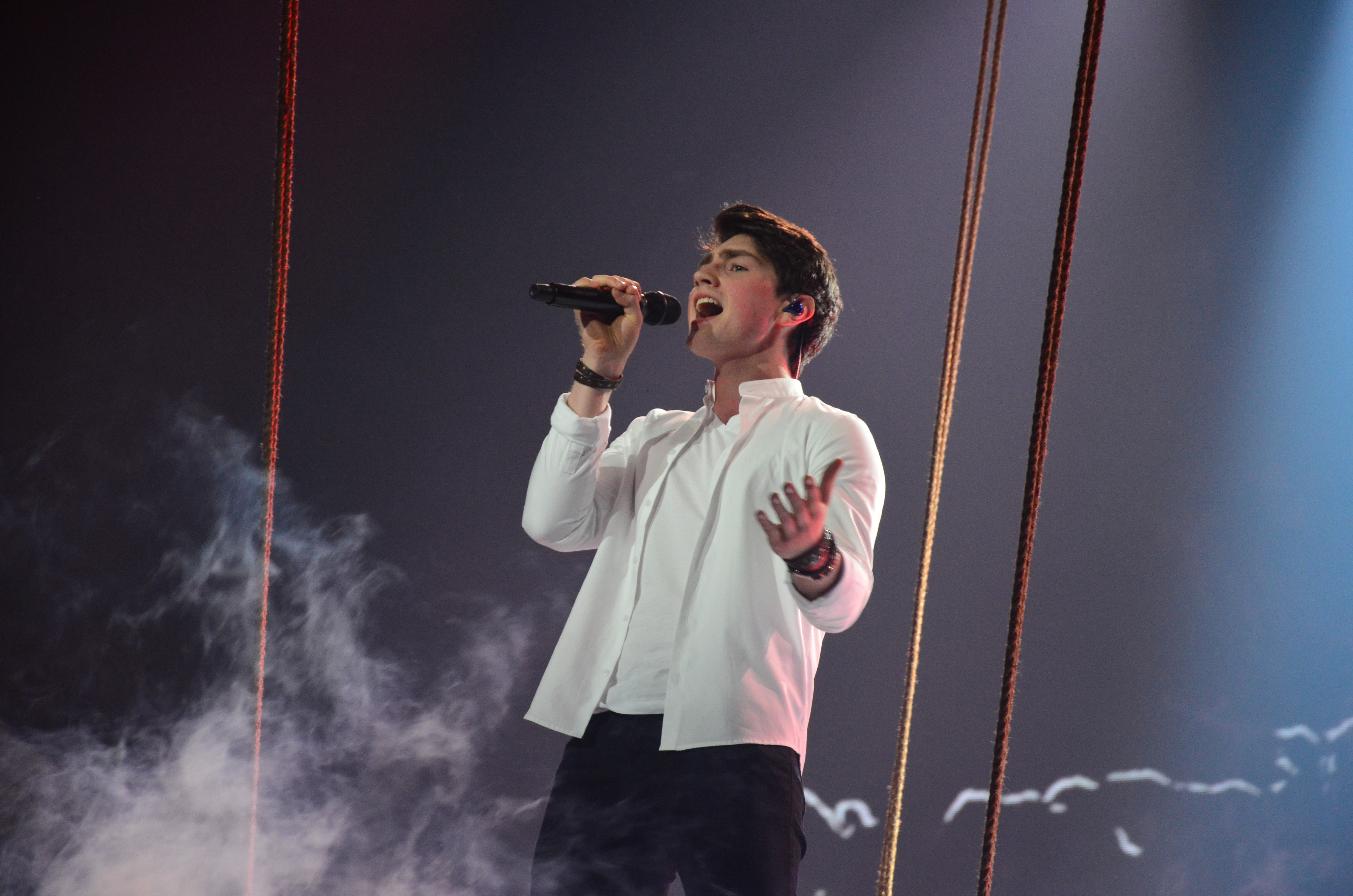
Brendan Murray v Kyjevě (2017)
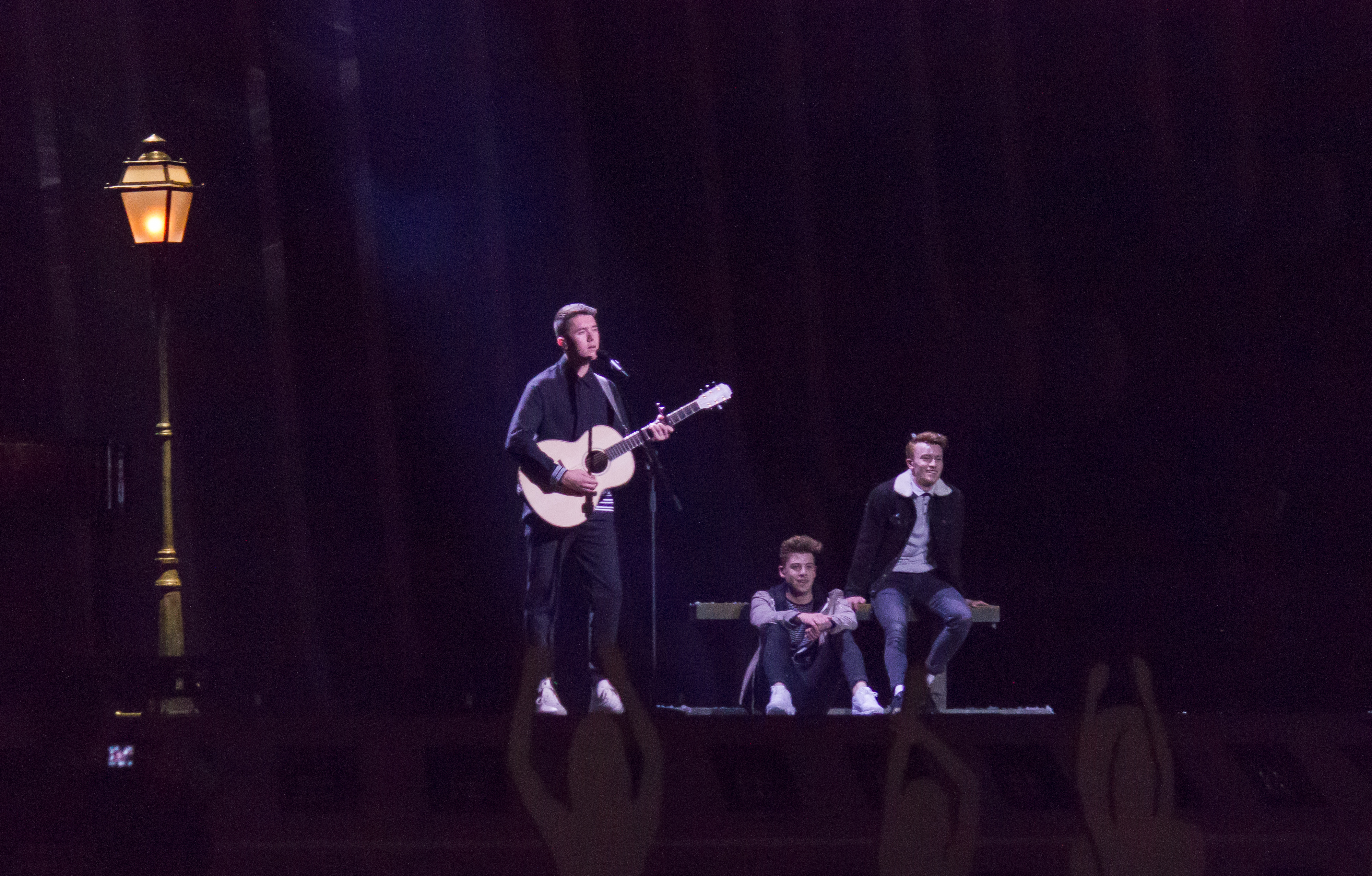
Ryan O'Shaughnessy v Lisabonu (2018)
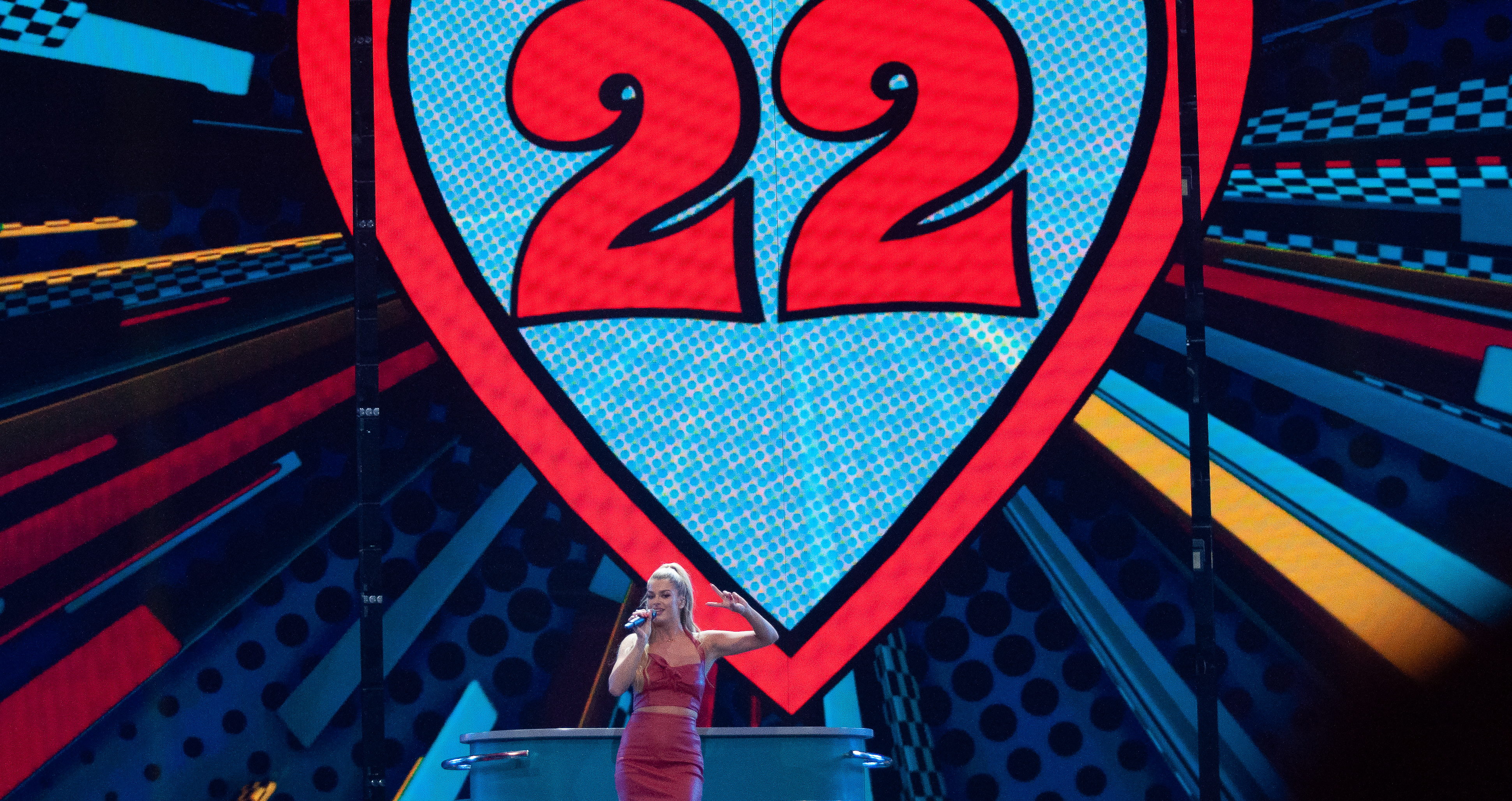
Sarah McTernan v Tel Avivu (2019)
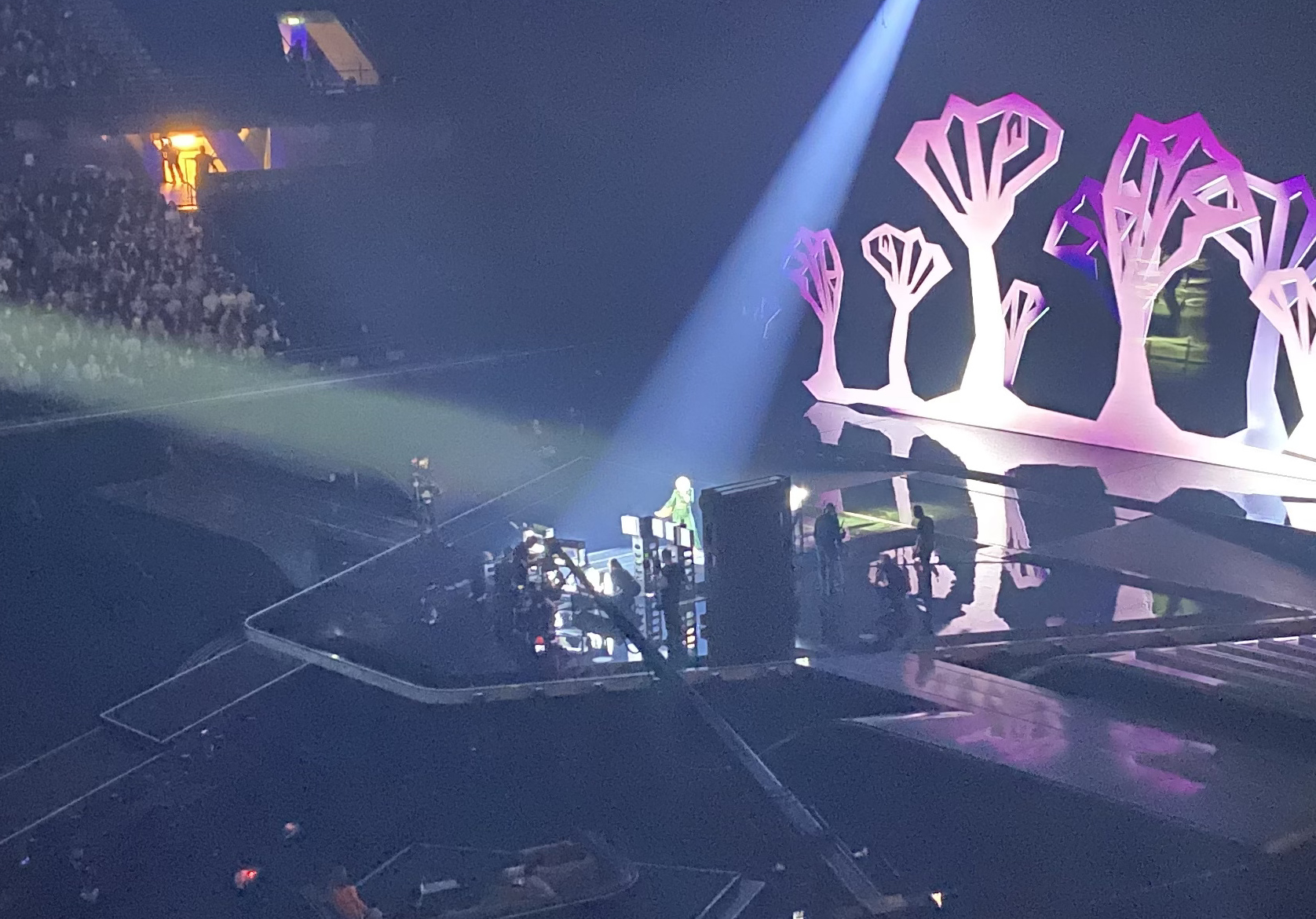
Lesley Roy v Rotterdamu (2021)
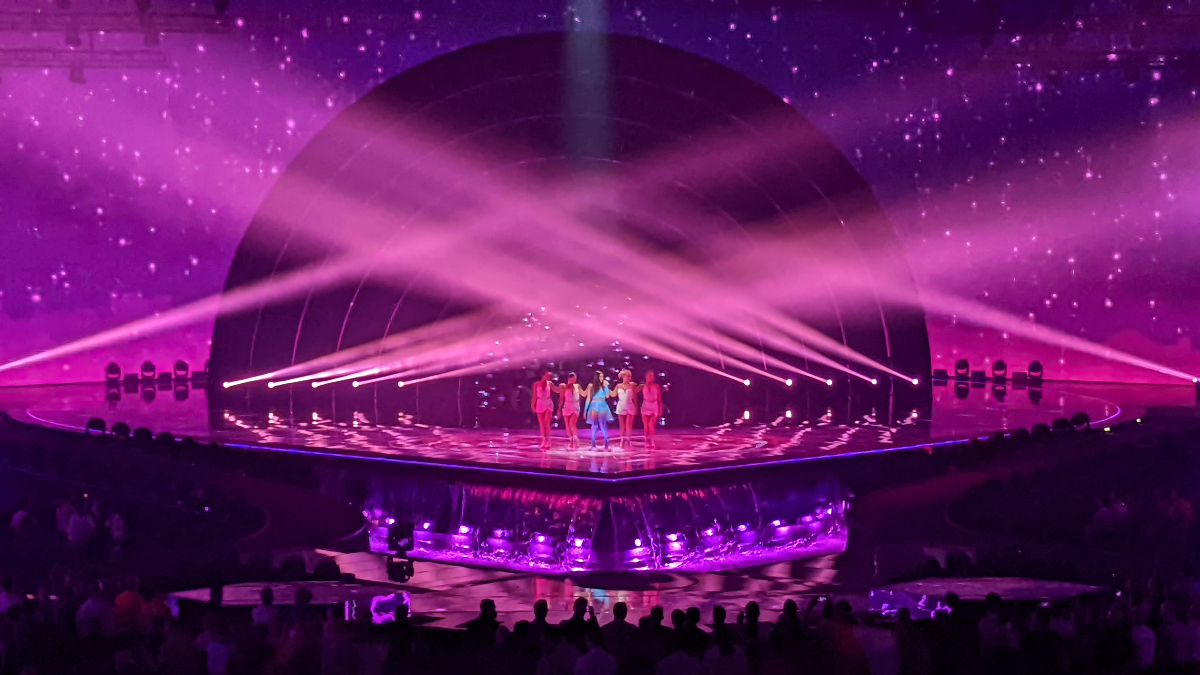
Brooke v Turíně (2022)
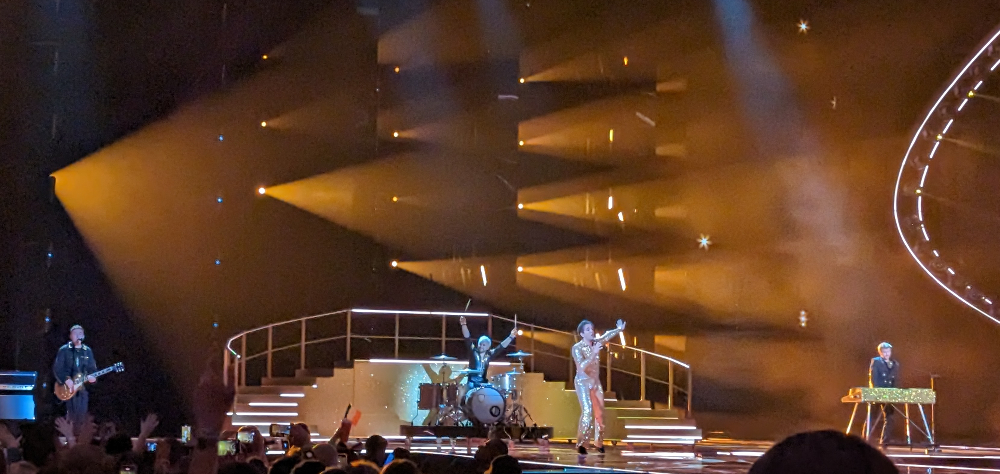
Wild Youth v Liverpoolu (2023)
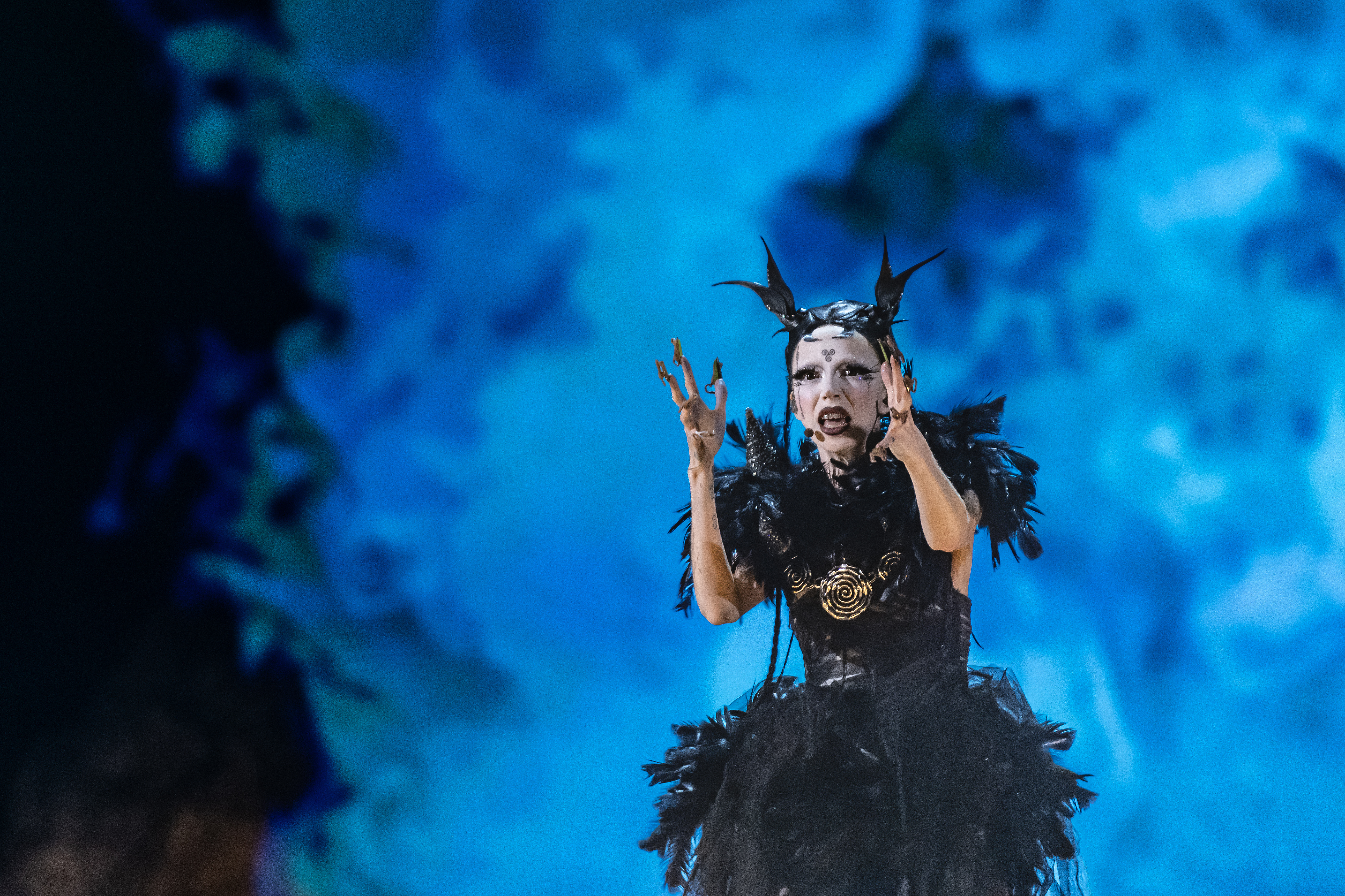
Bambie Thug v Malmö (2024)
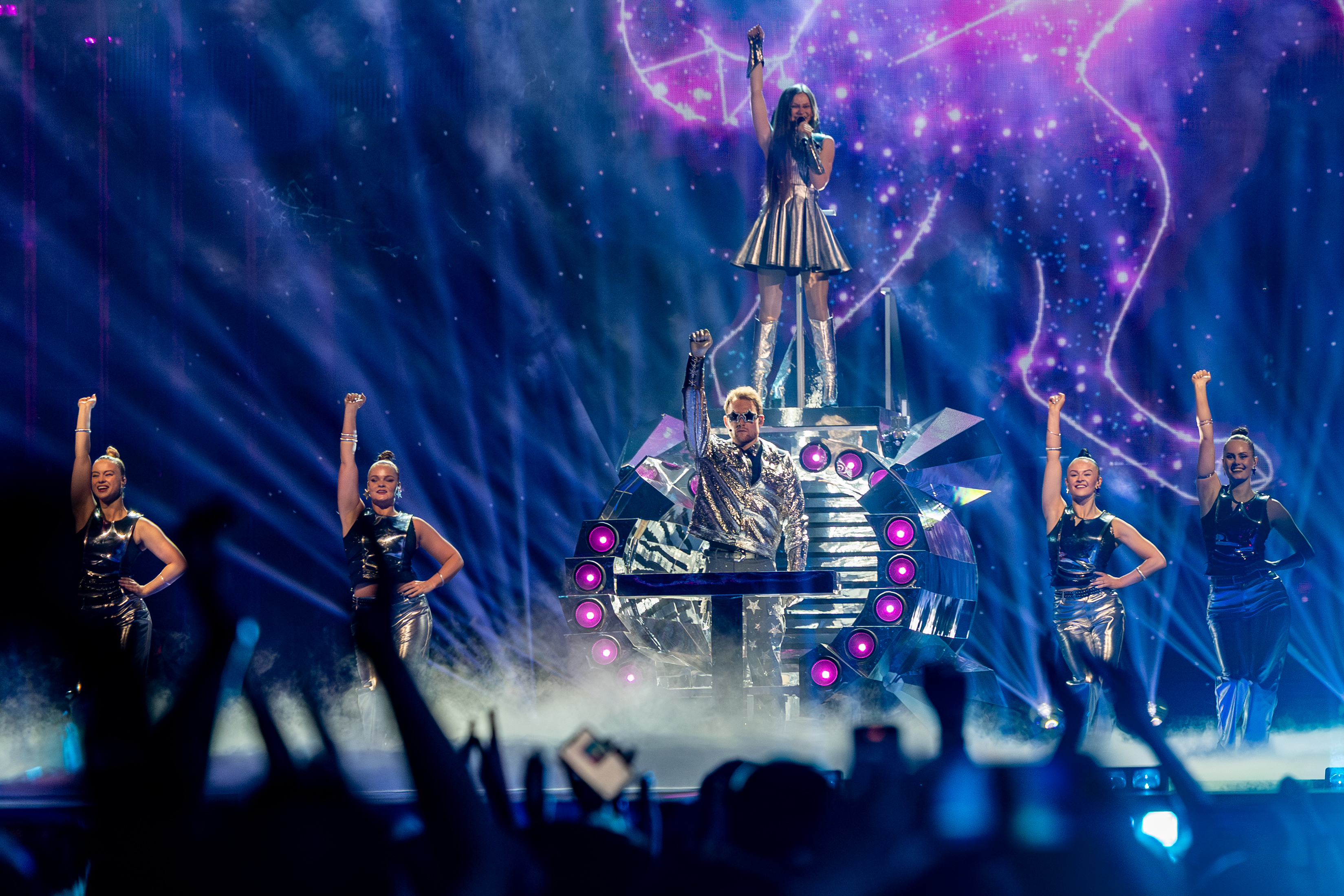
Emmy v Basileji (2025)